# (22505) Lewit
(22505) Lewit est un astéroïde de la ceinture principale.

## Description
(22505) Lewit est un astéroïde de la ceinture principale. Il fut découvert le 19 octobre 1997 à l'Observatoire d'Ondřejov par Lenka Šarounová. Il présente une orbite caractérisée par un demi-grand axe de 2,34 UA, une excentricité de 0,04 et une inclinaison de 4,2° par rapport à l'écliptique.

## Compléments